# Stefan IX
Stefan IX (känd som Stefan X från 1500-talet till 1960), född Frédéric Gozzelon de Lorraine cirka 1020 i Lorraine, död 29 mars 1058 i Florens, var påve från 3 augusti 1057 till sin död. 
När Stefan IX valdes till påve antogs namnet "Stefan IX", eftersom Stefan II vid den tiden inte ansågs vara en legitim påve. Under 1500-talet inlemmades dock Stefan II i påvelängden, för att 1960 åter uteslutas, varpå Stefan X byttes namn på tillbaka till Stefan IX.

## Biografi
Frédéric Gozzelon de Lorraine var son till hertig Gotzelo av Oberlothringen och Niederlothringen, samt bror till Gottfrid av Lothringen. Han utsågs 1049 av påve Leo IX till kardinaldiakon av Santa Maria in Domnica, var under en tid påvlig legat i Konstantinopel, och var med Leo IX i dennes olycksaliga fälttåg mot normanderna. Under en tid tvingades han gå i exil i Monte Cassino undan kejsar Henrik II.
Fem dagar efter att Victor II avlidit valdes Stefan till hans efterträdare till påvestolen. Som sådan ivrade han särskilt för att genomdriva den gregorianska reformen om celibatet, gjorde långtgående planer på att fördriva normanderna från Italien, och tillsätta sin bror på imperiets tron. Han drabbades då plötsligt av en sjukdom från vilken han aldrig riktigt tillfrisknade. Han avled i Florens den 29 mars 1058.
Allmänt i Katolska kyrkan tas Nicolaus II som hans efterträdare, men ett fåtal betraktar Benedictus X som detta, fastän han officiellt betecknas som motpåve.